# Andreea Părăluță
Andreea Părăluță, née le 27 novembre 1994 à Pucheni en Roumanie, est une footballeuse internationale roumaine. Elle évolue au poste de gardienne de but à Levante.

## Palmarès
- Championne d'Espagne en 2017 et 2018 avec l'Atlético de Madrid
- Finaliste de la Coupe d'Espagne féminine en 2017 et 2018 avec l'Atlético de Madrid
- Vainqueur de la Coupe de Roumanie féminine en 2016 avec l'ASA Târgu Mureş
- Finaliste de la Coupe de Roumanie féminine en 2011, 2012, 2013, 2014 et 2015 avec l'ASA Târgu Mureş